# Chlidones rufovarius
Chlidones rufovarius là một loài bọ cánh cứng trong họ Cerambycidae.